# Onda makter (opera)

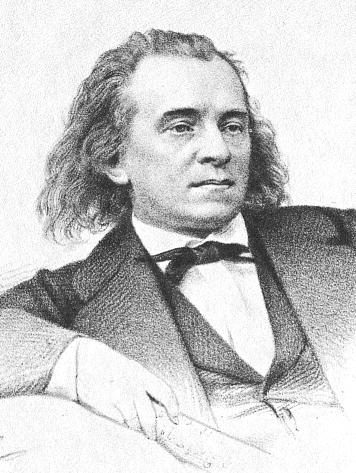
Aleksandr Serov

Onda makter (ryska: Вражья сила, Vrazja sila) är en rysk opera i fem akter med musik av Aleksandr Serov. Librettot skrevs av  Aleksandr Ostrovskij och bygger på dennes pjäs Lev inte som du skulle vilja (Не так живи, как хочется, Ne tak zjivi kak chotsetia).

## Historia
Serov såg Ostrovskijs pjäs och ansåg det vara mycket lämpligt för en opera. Han insisterade på att Ostrovskij skulle skriva librettot, vilket denne gjorde 1857. Serov försökte att ändra slutet så att Pjotr dödar Dasja, vilket Ostroskij motsatte sig då idén med hjältens moraliska uppbyggnad vad väsentligt. Librettos ändrades utan Ostrovskij godkännande och Serov kallade operan för Onda makter. Den hade premiär den 1 maj 1871 på Mariinskijteatern i Sankt Petersburg. Vid Serovs död den 1 februari 1871 låg operan ofullbordad och akt V fick slutföras av Serovs hustru Valentina Serova och tonsättaren Nikolaj Solovjev.